# Woodruff (Wisconsin)
Woodruff es un pueblo ubicado en el condado de Oneida en el estado estadounidense de Wisconsin. En el Censo de 2010 tenía una población de 2055 habitantes y una densidad poblacional de 22,31 personas por km².

## Geografía
Woodruff se encuentra ubicado en las coordenadas 45°51′32″N 89°38′23″O / 45.85889, -89.63972. Según la Oficina del Censo de los Estados Unidos, Woodruff tiene una superficie total de 92.09 km², de la cual 72.89 km² corresponden a tierra firme y (20.85%) 19.2 km² es agua.

## Demografía
Según el censo de 2010, había 2055 personas residiendo en Woodruff. La densidad de población era de 22,31 hab./km². De los 2055 habitantes, Woodruff estaba compuesto por el 94.6% blancos, el 0.15% eran afroamericanos, el 1.95% eran amerindios, el 0.39% eran asiáticos, el 0% eran isleños del Pacífico, el 0.88% eran de otras razas y el 2.04% pertenecían a dos o más razas. Del total de la población el 2.48% eran hispanos o latinos de cualquier raza.